# Женская сборная Болгарии по хоккею на траве
Женская сборная Болгарии по хоккею на траве — женская сборная по хоккею на траве, представляющая Болгарию на международной арене. Управляющим органом сборной выступает Федерация хоккея на траве Болгарии (болг. Българска федерация по хокей на трева, англ. Bulgarian Hockey Federation).

Сборная занимает (по состоянию на 6 июля 2015) 52-е место в рейтинге Международной федерации хоккея на траве (FIH).

## Результаты выступлений

### Чемпионат Европы (III дивизион)
(EuroHockey Nations Challenge III, до 2011 назывался EuroHockey Nations Challenge I)
- 2005 — 6-е место[4]
- 2011 — 6-е место[5]

### Чемпионат Европы (индорхоккей)
III дивизион
- 2014 — 4-е место[6]